# Томарі (місто)
Томарі — місто в Росії, адміністративний центр Томарінського міського округу Сахалінської області.

## Географія
Місто розташоване на південно-західному узбережжі Сахаліну, в 167 км від Південно-Сахалінську, в гірській приморській долині річки Томарінка.
Місто Томарі прирівняне до районів Крайньої Півночі.

## Історія
Засноване в 1870 році. У 1905-1945 роки було в складі Японії. У 1945 році, за підсумками Другої світової війни, було окуповане Росією.

## Економіка
Основні види діяльності: рибодобування та рибообробка, вуглевидобуток, лісозаготівля.

## Цікаві факти
- На Марсі знаходиться кратер (20.2№ 246.3W D5.9), названий на честь міста.

## Населення
| 1925  | 1935  | 1959  | 1970  | 1979  | 1989  | 1996  |
| ----- | ----- | ----- | ----- | ----- | ----- | ----- |
| 6061  | ↗8865 | ↗9909 | ↘7889 | ↘7797 | ↗8121 | ↘7600 |
| 1998  | 2000  | 2001  | 2002  | 2005  | 2006  | 2007  |
| ↘7100 | ↘6700 | ↘6600 | ↘5338 | ↘5100 | ↘4900 | ↘4800 |
| 2008  | 2009  | 2010  | 2011  | 2012  | 2013  | 2014  |
| ↘4700 | ↘4658 | ↘4541 | ↘4505 | ↘4354 | ↘4177 | ↘4033 |
| 2015  | 2016  | 2017  | 2018  | 2019  |       |       |
| ↘3955 | ↘3858 | ↘3774 | ↗3810 | ↘3761 |       |       |